# Ithomia xenos
Ithomia xenos is een vlinder uit de familie Nymphalidae. De wetenschappelijke naam van de soort is, als Dircenna xenos, voor het eerst geldig gepubliceerd in 1866 door Henry Walter Bates.

## Kenmerken
De vleugels zijn transparant met een gelige tint.

## Verspreiding en leefgebied
Deze vlindersoort komt voor in de regenwouden van Costa Rica en Panama op een hoogte van 880 tot 2000 meter.

## De rups en zijn waardplanten
De waardplanten zijn Witheringia en Acnistus uit de familie Nymphalidae.